# 女神の戦士 〜Pegasus Forever〜/託す者へ 〜My Dear〜
『女神の戦士 〜Pegasus Forever〜/託す者へ 〜My Dear〜』（めがみのせんし ペガサス・フォーエバー/たくすものへ マイ・ディア）は、Marina del rayと松澤由美（まつざわゆみ名義）のスプリット・シングル。2006年1月18日にコロムビアミュージックエンタテインメントから発売された。

## 概要
- 本作はOVA『聖闘士星矢 冥王ハーデス編 冥界編』の主題歌とエンディング・テーマを収める両A面スプリット・シングル。Marina del rayの通算2枚目のシングルで、松澤由美の通算12枚目のシングルである。シングル作品としては前作『地球ぎ』以来3年振りの発表となる。前作では自作曲でのリリースとなったが、今作は歌唱のみを担当。

## 収録曲
全曲 作詞：車田正美・松尾康治、作曲：Kacky、編曲：Kacky・大石憲一郎
1. 女神の戦士 〜Pegasus Forever〜
歌：Marina del ray
パーフェクト・チョイス配給アニメ『聖闘士星矢 冥王ハーデス 冥界編』オープニングテーマ
2. 託す者へ 〜My Dear〜
歌：まつざわゆみ
  - パーフェクト・チョイス配給アニメ『聖闘士星矢 冥王ハーデス 冥界編』エンディングテーマ
3. 女神の戦士 〜Pegasus Forever〜 (オリジナル・カラオケ)
4. 託す者へ 〜My Dear〜 (オリジナル・カラオケ)